# Silpha perforata
Silpha perforata es una especie de escarabajo carroñero del género Silpha, categorizada en la tribu Silphini, de la subfamilia Silphinae. Fue descrita por Gebler en 1832.

## Distribución
Se distribuye por Europa: Rusia (Siberia) y Asia: China, Japón, Mongolia y Corea del Norte.